# スター・ウォーズ エピソード3/シスの復讐
『スター・ウォーズ エピソード3/ シスの復讐』（スター・ウォーズエピソードスリーシスのふくしゅう、原題: Star Wars: Episode III – Revenge of the Sith）は、2005年のアメリカのスペースオペラ映画。ジョージ・ルーカスが監督・脚本を務め、ユアン・マクレガー、ナタリー・ポートマン、ヘイデン・クリステンセン、イアン・マクダーミド、サミュエル・L・ジャクソンらが出演した。「スター・ウォーズ」新3部作/プリクエル・トリロジーの最終作であり、「スター・ウォーズ」映画では6作目の公開である。

## 概要
クローン戦争の終結と、アナキンがフォースの暗黒面に堕ちてしまう悲劇を描き、ダース・ベイダーと銀河帝国の誕生が主要なテーマとなっている。また、エピソード4でオビ＝ワンがルークに語った、ジェダイがダース・ベイダーに抹殺された経緯と共にアナキンがシスに寝返った経緯が描かれ、旧三部作における主人公となるルーク・スカイウォーカーと、レイア・オーガナの誕生など、旧三部作への布石が随所で張られており、新三部作と旧三部作を繋ぐ重要な物語でもある。
冒頭のコルサントの戦いなど過去の本シリーズの実写映画本編に比べて派手なカメラワークが目立ち、他のVFX工房作品の大ヒットで王座を追われつつあるILMにとっては『宇宙戦争』や『ハリー・ポッターと炎のゴブレット』と並び、2005年の勝負作と言われた。
アメリカ（MPAA）では、本シリーズの映画で初のPG-13（13歳未満の鑑賞には、保護者の強い同意が必要）に指定された。
2005年の間に全世界で関連商品を30億ドル以上売り上げ、LIMA（International Licensing Industry Merchandisers Association。国際ライセンシング産業マーチャンダイザーズ協会）から「ベスト・ライセンス賞」に選ばれた。
予告編では当時シリーズ最終作を銘打ったこともあり、“The saga is complete”という文字がラストに表示されていた。
2013年にデジタル3D版が公開される予定だったが、2012年10月にウォルト・ディズニー・カンパニーが本シリーズの制作会社ルーカスフィルムを買収し、『エピソード7・8・9』の制作に尽力することとなり、延期になった。しかしその後、2015年4月16日から4月19日にアメリカのカリフォルニア州アナハイムで開催された『スター・ウォーズ』オフィシャルファンイベントの「スター･ウォーズ セレブレーションアナハイム」にて初めて、本作のデジタル3D版がイベント上映された。
本作の後、『スター・ウォーズ/クローン・ウォーズ』はワーナー・ブラザース、『スター・ウォーズ/フォースの覚醒』以降はウォルト・ディズニー・スタジオ・モーション・ピクチャーズが配給を行ったため、本作は20世紀フォックスが配給を行った最後の『スター・ウォーズ』映画でもある。
後の2020年に公開された3DCGアニメ『スター・ウォーズ/クローン・ウォーズ』のシーズン7第9話以降は、本作のアナザーストーリーといえる展開となっており、本作で描かれた一部のシーンが再現されているほか、本作でのセリフの音源がそのまま挿入されたシーンもある。

## ストーリー
遠い昔、はるか彼方の銀河系で…。
クローン戦争の勃発から約3年が経過し、戦争は銀河共和国優位の情勢にあった。しかしそんな中、パルパティーン最高議長が惑星コルサントに襲来した独立星系連合軍に捕らえられてしまう。コルサント上空で繰り広げられる艦隊戦の中をパルパティーン救出に向かうオビ＝ワン・ケノービとアナキン・スカイウォーカーは、パルパティーンが捕らえられている敵の旗艦インビジブル・ハンドに突入し、再びシスの暗黒卿ダース・ティラナスことドゥークー伯爵と対決。この戦争で鍛え上げられ力を増したアナキンは、以前は自身を圧倒したドゥークーに対しても体術を織り交ぜた戦術で勝利を収め、両腕を切り落とす。さらに止めを刺せとパルパティーンの扇動を受け、ドゥークーの首をも切り落とした。墜落寸前のインビジブル・ハンドからオビ＝ワン、アナキン、パルパティーンは無事生還する一方で、分離主義勢力のリーダー格であるグリーヴァス将軍も無事脱出していた。
帰還したアナキンは妻パドメ・アミダラの妊娠を知るが、やがて彼女が出産で死亡する予知夢にうなされる様になり、かつて母シミ・スカイウォーカーを死なせた悔恨からより強い力を求めようとする。一方、ジェダイ評議会は非常時大権を盾に長年権力の座にあり続けるパルパティーンに疑いの目を向けていた。評議会はパルパティーンと親しいアナキンをスパイとして情報を探ろうとするが、アナキンのジェダイ・マスターへの昇格は認めず、アナキンは自身に対する処遇に不満を抱く様になる。
そんなアナキンに、パルパティーンはフォースの暗黒面の力を説き、パドメを救う方法があると囁く。彼こそが全ての黒幕であるシスの暗黒卿ダース・シディアスその人だった。メイス・ウィンドゥにそのことを報告したアナキンだったが、パドメを思うがあまりにパルパティーンの誘惑に屈し、パルパティーンを追いつめたメイスを逆に倒してしまう。遂に暗黒面に堕ちたアナキンは、シスの暗黒卿としての新たな名「ダース・ベイダー」を与えられる。
アナキンはクローン・トルーパーを率いて、ジェダイ聖堂に残っていたジェダイたちを幼い訓練生も含め全員虐殺し、各星系で戦っていたジェダイ・マスター達もパルパティーンが発した極秘命令『オーダー66』により、次々と非業の死を遂げる。難を逃れたジェダイはオビ＝ワンや、チューバッカの助けにより落ち延びたヨーダなど、一部の者だけだった。親ジェダイ派の元老院議員ベイル・プレスター・オーガナの助けでコルサントに戻ったオビ＝ワンとヨーダは、アナキンが暗黒面に堕ちたことを知る。
アナキンは惑星ムスタファーでヌート・ガンレイら分離主義者の幹部を抹殺し、ジェダイを糾弾して全権を掌握したパルパティーンは銀河帝国皇帝を名乗る。アナキンを追ってムスタファーに到達したパドメは、愛する人のあまりの変貌に絶望する。そこに密航していたオビ＝ワンが現れ、彼女が自分を殺すために寄越したと思い込んで激昂したアナキンは、パドメの首をフォースで絞めつけ、そして運命の師弟対決が始まる。同じ頃、コルサントではヨーダがパルパティーンに一騎討ちを挑んでいた。激しい戦いの末敗れたヨーダは、オーガナの船で逃走。一方ムスタファーでは、オビ＝ワンが一瞬の隙を見てアナキンの両足と左腕を切り落とし、戦いの決着がついた。弟のように愛していたと告げるオビ＝ワンに憎しみをぶちまけるアナキンだが、溶岩から火がつき全身に大火傷を負う。オビ＝ワンは倒れたパドメを連れ、ムスタファーを去る。
オビ＝ワンとヨーダとオーガナは、辺境の惑星ポリス・マサで合流し、パドメは施設で双子の息子と娘を産むと、それぞれに「ルーク」、「レイア」と名付け、オビ＝ワンに「アナキンにはまだ善の心がある」と言い遺して息を引き取る。瀕死のアナキンは弟子の危機をフォースで察したパルパティーンにより救われ、コルサントの医療機関で手術を受ける。やがて生命維持装置の付いた漆黒のマスクを取り付けられ、シスの暗黒卿ダース・ベイダーへと生まれ変わる。その場に現れたパルパティーンにベイダーはパドメの安否を尋ねるが、死んだことを告げられ、怒りと絶望の叫びをあげる。
ヨーダとオビ＝ワンとオーガナは、アナキンの子供たちについて協議し、安全な場所に退避させることを決める。その後、パドメは妊娠中に亡くなったと偽装した上で、ナブーにて葬られた。ダース・ベイダーとパルパティーンは、銀河帝国の支配の象徴となる巨大宇宙要塞の建設作業を査察していた。レイアはオルデラーンのオーガナ夫妻が、ルークはタトゥイーンのラーズ夫妻が引き取った。ルークを託したオビ＝ワンは、沈みゆく双子太陽の夕焼けを背に去り、新たなる希望が現れる日を待つのであった。

## キャスト
※括弧内は日本語吹き替え
- オビ＝ワン・ケノービ - ユアン・マクレガー（森川智之）
- パドメ・アミダラ - ナタリー・ポートマン（坂本真綾）
- アナキン・スカイウォーカー / ダース・ベイダー - ヘイデン・クリステンセン（浪川大輔）
- パルパティーン最高議長 / ダース・シディアス - イアン・マクダーミド（稲垣隆史[5]）
- メイス・ウィンドゥ - サミュエル・L・ジャクソン（玄田哲章）
- ヨーダ - フランク・オズ（永井一郎）
- ドゥークー伯爵 - クリストファー・リー（羽佐間道夫）
- C-3PO - アンソニー・ダニエルズ（岩崎ひろし）
- R2-D2 - ケニー・ベイカー
- チューバッカ - ピーター・メイヒュー
- ベイル・オーガナ - ジミー・スミッツ（てらそままさき）
- コマンダー・コーディ - テムエラ・モリソン（金田明夫）
- クローン・トルーパー - テムエラ・モリソン、リック・マッカラム（金田明夫）
- グリーヴァス将軍 - カイル・ローリング、マシュー・ウッド（声）（後藤哲夫）
- キ＝アディ＝ムンディ - サイラス・カーソン（水野龍司）
- ジャー・ジャー・ビンクス - アーメド・ベスト（田の中勇）
- ティオン・メイドン - ブルース・スペンス（永田博丈）
- マス・アミダ - デイビッド・ボワーズ（小島敏彦）
- オーン・フリー・ター - マット・ローワン
- ルウイー・ナベリー - グレーム・ブランデル
- ジョバル・ナベリー - トリシャ・ノーブル
- ソーラ・ナベリー - クローディア・カーヴァン
- マレイ＝ディー - キー・チャン
- オーウェン・ラーズ - ジョエル・エドガートン
- ベルー・ラーズ - ボニー・ピエス
- クイーン・アパイラナ - ケイシャ・キャッスル＝ヒューズ
- シオ・ビブル - オリヴァー・フォード・デイヴィス
- ニー・アレイヴァー - レナ・オーウェン
- ヌート・ガンレイ - サイラス・カーソン（鈴木勝美）
- バロン・パパノイダ男爵 - ジョージ・ルーカス
- コルトン船長 - ジェレミー・ブロック
- チー・イクウェイ - ケイティ・ルーカス
- ゼット・ジュカッサ - ジェット・ルーカス
- レイマス・アンティリーズ船長 - ローハン・ニコル（船木真人）
- ダース・ベイダーの声 - ジェームズ・アール・ジョーンズ（ノンクレジット）（大平透）
- 元老院議員 - マサ・ヤマグチ（英語版）[6]
- ナレーター（テレビ放映時） - 津嘉山正種（日本テレビ）、バッキー木場（フジテレビ）

## 地上波放映履歴
| 回数  | テレビ局   | 番組名           | 放送日        | 放送時間    |
| ----- | ---------- | ---------------- | ------------- | ----------- |
| 初回  | フジテレビ | 土曜プレミアム   | 2009年2月21日 | 20:20-23:10 |
| 2回目 | 日本テレビ | 金曜ロードショー | 2011年5月6日  | 21:00-23:24 |

## スタッフ
- 監督：ジョージ・ルーカス
- 製作：リック・マッカラム
- 製作総指揮：ジョージ・ルーカス
- 脚本：ジョージ・ルーカス
- 撮影：デヴィッド・タッターサル
- VFX：ILM
- VFXスーパーバイザー：ジョン・ノール、パブロ・ヘルマン、ベン・スノー、ロジャー・ガイエット
- プロダクションデザイン：ギャヴィン・ボケット
- コンセプトデザイン監督：ライアン・チャーチ
- サウンドデザイナー：ベン・バート
- 音楽：ジョン・ウィリアムズ、ロンドン交響楽団（#サウンドトラックも参照。）
- 衣装デザイン：トリシャ・ビガー
- アシスタント・ディレクター：スティーヴン・スピルバーグ
- 編集：ロジャー・バートン
- 日本語字幕：戸田奈津子
- 字幕監修：河原一久
- 吹替翻訳：平田勝茂
- 吹替演出：岩見純一(ACクリエイト)

## カメオ出演
- 冒頭のコルサントの戦いで独立星系連合軍の攻撃を受けて吹っ飛ばされるクローン・トルーパー役で、リック・マッカラムが出演している[7]。
- アナキンがオペラ・ハウスへ急ぐシーンに登場する客のダン・フェイトンニ役で、C-3PO役のアンソニー・ダニエルズが出演している[8][9]。
- アナキンがオペラ・ハウスへ急ぐシーンに登場する客のパパノイダ男爵役でジョージ・ルーカスが出演しており、また別の客のチー・イクウェイ役で彼の娘であるケイティ・ルーカスも出演している[8][9][10]。
- ジェダイ聖堂の虐殺のシーンで、女性ジェダイのベネイ役でリック・マッカラムの娘でスクリプターとして本作に参加したモイシーが出演している[11]。
- クローン・トルーパーと闘うジェダイ・パダワンのゼット・ジュカッサ役で、ルーカスの息子であるジェット・ルーカスが出演している[9]。
- ベイル・オーガナの部下であるコルトン船長役で、本シリーズの旧三部作でボバ・フェットを演じたジェレミー・ブロックが出演している[9]。

## 作品解説

### 撮影
最初に撮影されたのはオビ＝ワンがルーク・スカイウォーカーを、ルークの養父母であるオーウェン・ラーズとベル・ホワイトスンの2人に託すラストシーンで、『スター・ウォーズ エピソード2/クローンの攻撃』の惑星タトゥイーンのシーンの撮影時に既に撮影されている。

### 音楽
過去の実写映画本編5作同様に、本作の音楽の作曲・編曲・指揮はジョン・ウィリアムズ、演奏はロンドン交響楽団である。
『スター・ウォーズ エピソード4/新たなる希望』の楽曲が幾つも収録された。エンディングでも『エピソード4/新たなる希望』の楽曲が大きなウェイトを占めており、特に1977年からサウンドトラック盤に収録されていた「王女レイアのテーマ」は、『エピソード4/新たなる希望』の本編では断片的な使用に留まっているが、本作で初めて曲の半分以上が流された。

## 公開・反響
アメリカでは平日に一般公開されたため、仮病などで仕事を休んで映画館に行く観客が続出し、一説には650億9800万ドルの損失をアメリカ経済に与えたといわれている。
日本では本作の公開を記念し、本シリーズの『エピソード1・2・4・5・6』（『エピソード3』は別売）と、『エピソード4～6』の特別篇の復刻パンフレットBOXが発売された。

## 受賞歴
- アカデミー賞
  - ノミネート:メイクアップ賞
- サターン賞
  - 受賞：最優秀作曲賞、最優秀SF映画賞
  - ノミネート：最優秀監督賞、最優秀脚本賞、最優秀主演男優賞、最優秀主演女優賞、最優秀助演男優賞、最優秀衣装賞、最優秀メイクアップ賞、最優秀特殊効果賞
- MTVムービー・アワード
  - 受賞：最優秀悪人賞
  - ノミネート：ベストファイト賞、ベストヒーロー賞
- 毎日映画コンクール
  - 受賞：TSUTAYAファン賞（外国映画部門）
- サテライト賞
  - 受賞：最優秀音響賞、最優秀視覚効果賞
  - ノミネート：最優秀美術・デザイン賞、最優秀DVD賞
- ラジー賞
  - 受賞：最低助演男優賞
- 日本アカデミー賞
  - ノミネート:外国作品賞

## 日本語版の翻訳に関する問題
日本ではDVDが2005年11月23日に発売されたが、この際に劇場公開版の字幕（担当戸田奈津子）の意訳に関して非常に多くの苦情が寄せられた結果、ソフト化に際して字幕修正が行われている。
一方、日本語吹き替え版（翻訳平田勝茂）についても、脚本より『スターウォーズ』の世界観への忠実さを優先する意訳が目立ち、中にはほとんどアドリブに近いものもある（例：英語・字幕版のオビ＝ワンはアナキンの野望に激昂するが、吹き替え版ではアナキンの行為に激昂している）。しかし、こちらは世界観を優先する意訳と受け止められ、誤訳を含めてDVD版でも変更が行われていない。
2011年以後に製作された映像ソフトでは、オープニングクロールが修正され字幕にも更なる訂正が加わっている。

## サウンドトラック
サウンドトラックCDは北米では2005年5月3日、日本では同5月25日に発売された。収録曲数は基本的に15曲だが、日本盤CDにはボーナス・トラックとして、テーマ曲「英雄たちの戦い」（Battle of the Heroes）のセリフ入りヴァージョン（with Dialogue and Effects Mix）も収録されている。
北米盤、日本盤ともに、ボーナスDVDが付いており、全6作から選りすぐったリマスター版BGMと名場面を使用した16本のミュージック・ビデオが、「組曲」仕立ての『スター・ウォーズ：ミュージカル・ジャーニー』として、劇中の時系列で収録されている。進行役はパルパティーン皇帝役のイアン・マクダーミド。
なお、「英雄たちの戦い」を使った『A Hero Falls』というミュージック・ビデオもCD発売に合わせて製作され、のちに映画のDVDに特典映像として収録された。

## 出演に関するエピソード
- グリーヴァス将軍の声はゲイリー・オールドマンが演じる予定だった。しかし彼が所属するアメリカ映画俳優組合から、自分達が関わっていない本作に彼が出るのは許さないとクレームがあり、降板が決定した[10][8]。

- ルーカスは、旧三部作にウェッジ・アンティリーズ役で出演したデニス・ローソンに出演を依頼したが彼に断られた[8]。

- 赤子のルークとレイアを演じたエイダン・バートンは本作で編集を務めたロジャー・バートンの息子で、撮影当時生まれたばかりであった。